# Le Val-d'Ajol
Le Val-d'Ajol és un municipi francès, situat al departament dels Vosges i a la regió del Gran Est. L'any 2007 tenia 4.138 habitants.

## Demografia

### Població
El 2007 la població de fet de Le Val-d'Ajol era de 4.138 persones. Hi havia 1.809 famílies, de les quals 593 eren unipersonals (246 homes vivint sols i 347 dones vivint soles), 638 parelles sense fills, 509 parelles amb fills i 69 famílies monoparentals amb fills.
La població ha evolucionat segons el següent gràfic:
Habitants censats

### Habitatges
El 2007 hi havia 2.266 habitatges, 1.846 eren l'habitatge principal de la família, 235 eren segones residències i 185 estaven desocupats. 1.634 eren cases i 619 eren apartaments. Dels 1.846 habitatges principals, 1.253 estaven ocupats pels seus propietaris, 522 estaven llogats i ocupats pels llogaters i 71 estaven cedits a títol gratuït; 10 tenien una cambra, 95 en tenien dues, 289 en tenien tres, 507 en tenien quatre i 945 en tenien cinc o més. 1.285 habitatges disposaven pel capbaix d'una plaça de pàrquing. A 886 habitatges hi havia un automòbil i a 661 n'hi havia dos o més.

### Piràmide de població
La piràmide de població per edats i sexe el 2009 era:
| Homes | Edats   | Dones |
| ----- | ------- | ----- |
| 8     | 95 o +  | 0     |
| 4     | 90 a 94 | 32    |
| 40    | 85 a 89 | 104   |
| 20    | 80 a 84 | 40    |
| 112   | 75 a 79 | 124   |
| 112   | 70 a 74 | 132   |
| 148   | 65 a 69 | 160   |
| 84    | 60 a 64 | 148   |
| 112   | 55 a 59 | 68    |
| 136   | 50 a 54 | 128   |
| 212   | 45 a 49 | 180   |
| 180   | 40 a 44 | 160   |
| 132   | 35 a 39 | 172   |
| 124   | 30 a 34 | 100   |
| 120   | 25 a 29 | 132   |
| 124   | 20 a 24 | 64    |
| 180   | 15 a 19 | 152   |
| 188   | 10 a 14 | 104   |
| 108   | 5 a 9   | 104   |
| 80    | 0 a 4   | 120   |

## Economia
El 2007 la població en edat de treballar era de 2.529 persones, 1.757 eren actives i 772 eren inactives. De les 1.757 persones actives 1.603 estaven ocupades (911 homes i 692 dones) i 155 estaven aturades (65 homes i 90 dones). De les 772 persones inactives 356 estaven jubilades, 172 estaven estudiant i 244 estaven classificades com a «altres inactius».

### Ingressos
El 2009 a Le Val-d'Ajol hi havia 1.856 unitats fiscals que integraven 4.163,5 persones, la mediana anual d'ingressos fiscals per persona era de 15.483 €.

### Activitats econòmiques
Dels 159 establiments que hi havia el 2007, 5 eren d'empreses extractives, 6 d'empreses alimentàries, 9 d'empreses de fabricació d'altres productes industrials, 27 d'empreses de construcció, 39 d'empreses de comerç i reparació d'automòbils, 10 d'empreses de transport, 14 d'empreses d'hostatgeria i restauració, 1 d'una empresa d'informació i comunicació, 7 d'empreses financeres, 7 d'empreses immobiliàries, 11 d'empreses de serveis, 10 d'entitats de l'administració pública i 13 d'empreses classificades com a «altres activitats de serveis».
Dels 51 establiments de servei als particulars que hi havia el 2009, 1 era una gendarmeria, 1 oficina de correu, 3 oficines bancàries, 2 funeràries, 7 tallers de reparació d'automòbils i de material agrícola, 1 taller d'inspecció tècnica de vehicles, 5 paletes, 4 guixaires pintors, 3 fusteries, 6 lampisteries, 6 electricistes, 3 perruqueries, 5 restaurants, 2 agències immobiliàries i 2 salons de bellesa.
Dels 17 establiments comercials que hi havia el 2009, 2 eren supermercats, 4 fleques, 5 carnisseries, 1 una peixateria, 2 botigues de roba, 1 una botiga de roba i 2 floristeries.
L'any 2000 a Le Val-d'Ajol hi havia 128 explotacions agrícoles que ocupaven un total de 2.242 hectàrees.

## Equipaments sanitaris i escolars
El 2009 hi havia 2 farmàcies i 1 ambulància.
El 2009 hi havia 1 escola maternal i 2 escoles elementals. Le Val-d'Ajol disposava d'un col·legi d'educació secundària amb 249 alumnes.

## Poblacions més properes
El següent diagrama mostra les poblacions més properes.